# Palacio de los Hurtado de Mendoza
El Palacio de los Hurtado de Mendoza, también llamado del Conde de Altamira, se encuentra situado en Almazán, provincia española de Soria. Tiene la categoría de Bien de Interés Cultural desde 1991. Entre abril y junio de 1496 los Reyes Católicos se alojaron en el edificio.

## Descripción
Se trata de un edificio construido a finales del siglo XV sobre otro anterior con reformas a lo largo del siglo XVI. La parte más antigua se corresponde con la fachada de estilo gótico que se asoma al Duero, donde destaca la galería de arcos de medio punto decorada con escudos en las enjutas, cubierta con techumbre de madera de labra mudéjar. La fachada principal, clasicista, obra de hacia 1575, da a la plaza mayor del pueblo. Es de dos plantas con torres en los extremos, sobresaliendo un cuerpo a su izquierda. La portada, de estilo renacentista, centrada, y el balcón están enmarcados por dobles columnas jónicas y rematados por un frontón partido donde se sitúa el escudo nobiliario.